# ادوارد هیتسیش
ادوارد هیتزیگ، (به انگلیسی: Eduard Hitzig) (زاده ۶ فوریه ۱۸۳۸ در برلین، درگذشته ۲۰ اوت ۱۹۰۷ در دوک‌نشین بزرگ بادن) یک  عصب‌شناس و  روانپزشک آلمانی و از تبار یهودی بود.

## پیشینه
ادوارد هیتزیگ، در دانشگاه برلین و دانشگاه وورتسبورگ، زیر نظر استادان صاحب نامی مانند امیل دو بوآ ریمون، رودلف ویرشو، موریتس هاینریش رومبرگ و کارل فریدریش اتو وستفال علوم پزشکی تحصیل کرد. 

در سال ۱۸۶۲ میلادی ادوارد هیتزیگ، مدرک دکترا دریافت کرد و سپس در دانشگاه برلین و دانشگاه وورتسبورگ، مشغول به کار و مطالعه شد.

در سال ۱۸۷۵ وی مدیریت آسایشگاه بیماریهای عصبی و استادی رشتهٔ روانپزشکی در دانشگاه زوریخ را بر عهده گرفت. ادوارد هیتزیگ، در سال ۱۸۸۵ میلادی به مقام استادی در دانشگاه هاله-ویتنبرگ، رسید و تا زمان بازنشستگی در سال ۱۹۰۳ در همان شغل و مقام باقی ماند.

## علت شهرت
سرشناسی ادوارد هیتزیگ، بیشتر به خاطر مطالعات او در مورد ارتباط و تأثیر جریان الکتریسیته روی عملکرد مغز است. در سال ۱۸۷۰ میلادی او به همراه یکی از دوستانش، قشر خاکستری مغز یک سگ را بدون بیهوشی در معرض جریان برق قرار داد و متوجه شد که این عمل باعث انقباض غیرارادی در نواحی مشخصی از عضلات سگ می‌شود. در آن زمان انجام چنین آزمایشی در دانشگاه برلین ممنوع بود. به همین دلیل این آزمایش در خانه دوست وی انجام گرفت. بعد از آزمایش، ادوارد هیتزیگ، نتایج مطالعات خود را در مقاله ای تحت عنوان «تحریک پذیری مغز توسط الکتریسیته» منتشر کرد. این آزمایش در نوع خود اولین موردی بود که به‌طور رسمی به اطلاع عموم رسید.

البته این آزمایش اولین تجربه ادوارد هیتزیگ، در این مورد نبود. او در گذشته نیز وقتی به عنوان پزشک در خدمت ارتش پروس بود همین آزمایش را روی بعضی از سربازانی که در ناحیه سر مجروح شده بودند، انجام داده بود.